# Chelonus longidiastemus
Chelonus longidiastemus är en stekelart som först beskrevs av Ji och Chen 2003.  Chelonus longidiastemus ingår i släktet Chelonus och familjen bracksteklar. Inga underarter finns listade i Catalogue of Life.